# Акели, Пэтси
Серафина (Пэтси) Акели (в замужестве — Маккензи) (англ. Serafina (Patsy) Akeli (McKenzie), род. 7 декабря 1978, Мотоотуа, Туамасага) — самоанская легкоатлетка, выступавшая в метании копья и диска и толкании ядра. Участница летних Олимпийских игр 2004 и 2008 годов, чемпионка Океании 2004 года, чемпионка Южнотихоокеанских мини-игр 2005 года.

## Биография
Пэтси Акели родилась 7 декабря 1978 года в самоанском населённом пункте Мотоотуа.
Выступала в легкоатлетических соревнованиях за австралийский клуб Королевы Елизаветы II.
В 2004 году вошла в состав сборной Самоа на летних Олимпийских играх в Афинах. В метании копья заняла последнее, 44-е место в квалификации, показав результат 45,93 метра и уступив 15,04 метра худшей из попавших в финал Норе Айде Бисет с Кубы.
В том же году завоевала золотую медаль в метании копья на чемпионате Океании по лёгкой атлетике в Таунсвилле с рекордом Океании — 50,22.
В 2005 году выиграла золото в метании копья на Южнотихоокеанских мини-играх в Короре (52,26).
В 2008 году вошла в состав сборной Самоа на летних Олимпийских играх в Пекине. В метании копья заняла 48-е место в квалификации, показав результат 49,26 и уступив 10,87 метра худшей из попавших в финал Синте Озолиной из Латвии.

## Личные рекорды
- Метание копья — 54,78 (14 марта 2004, Веллингтон)[4]
- Метание диска — 39,38 (24 февраля 2001, Хейстингс)[4]
- Толкание ядра — 12,84 (12 июля 2009, Брисбен)[4]